# El Refugio, Pinal de Amoles
El Refugio är en ort i Mexiko.   Den ligger i kommunen Pinal de Amoles och delstaten Querétaro Arteaga, i den centrala delen av landet, 200 km norr om huvudstaden Mexico City. El Refugio ligger 1 897 meter över havet och antalet invånare är 193.
Terrängen runt El Refugio är kuperad västerut, men österut är den bergig. Runt El Refugio är det ganska tätbefolkat, med 54 invånare per kvadratkilometer. Närmaste större samhälle är Jalpan, 13,4 km nordost om El Refugio. I omgivningarna runt El Refugio växer huvudsakligen savannskog.